# Karl Hermann Siegeneger
Karl Hermann Siegeneger (* 22. Dezember 1858 in Urach; †  27. November 1932 in Ulm) war ein deutscher Verwaltungsbeamter.

## Leben

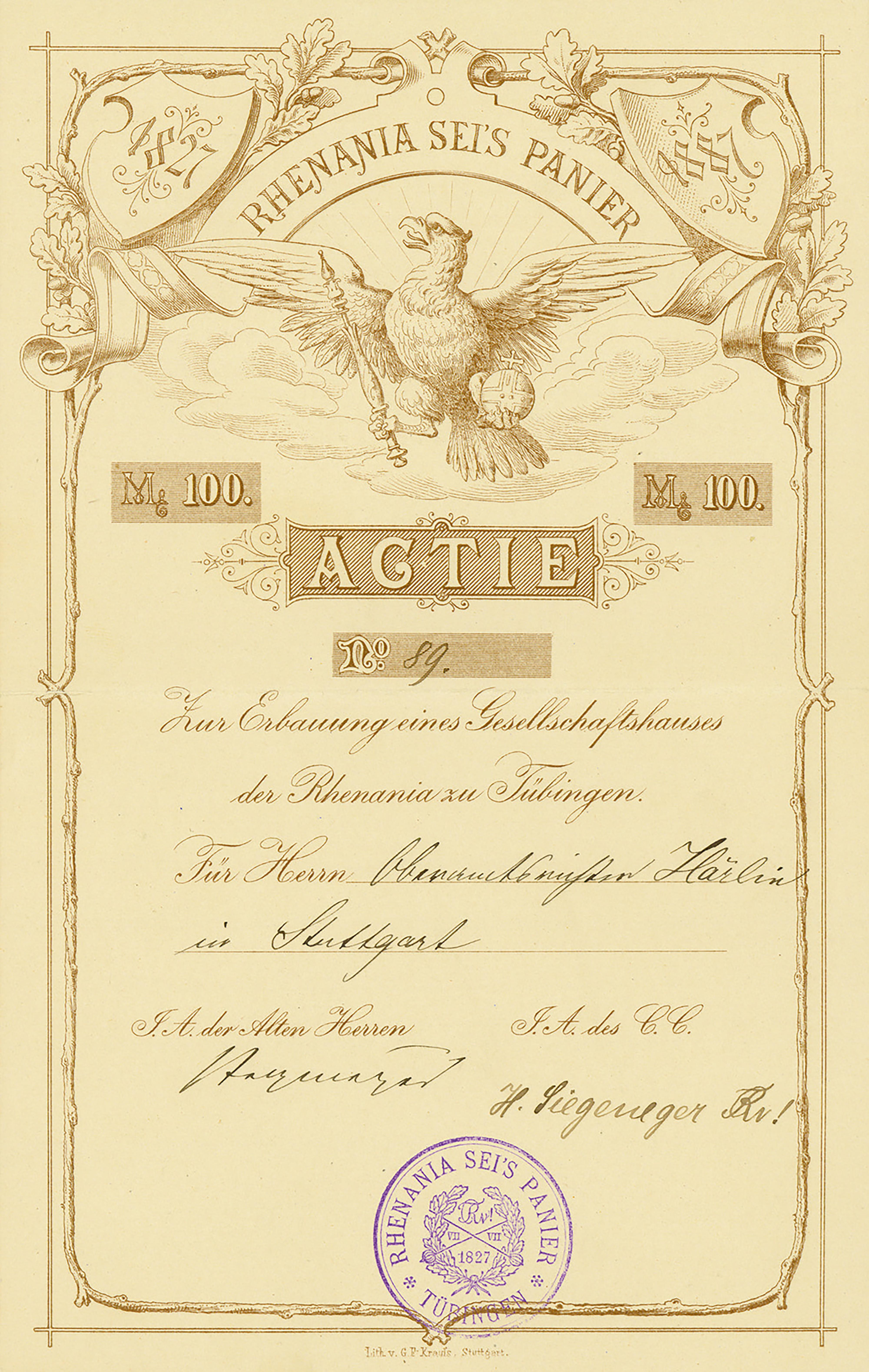
Aktie für den Bau eines Gesellschaftshauses der Rhenania von 1887, unterschrieben von Karl Hermann Siegeneger

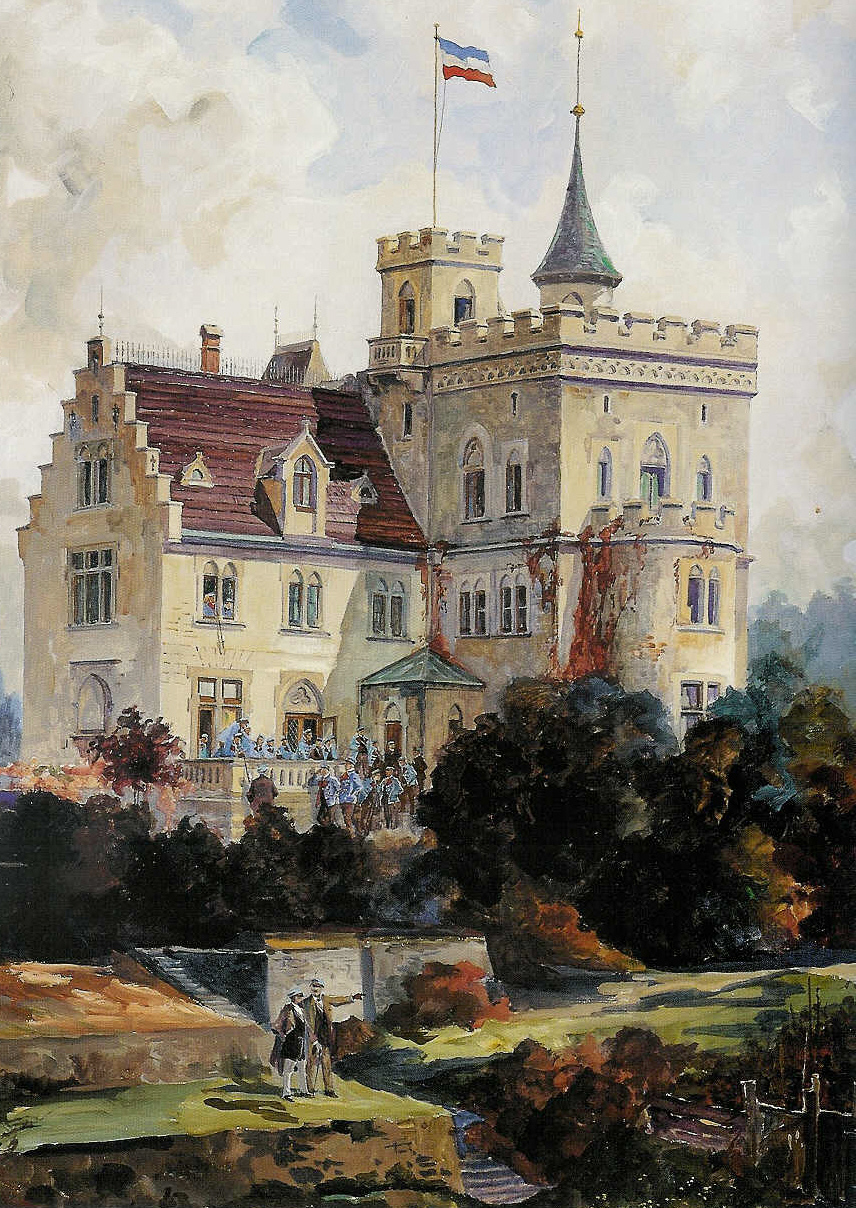
Rhenanenhaus (Emil Klein, 1892)

Karl Hermann Siegeneger, Sohn eines Kürschnermeisters, studierte von 1879 bis 1884 Regiminalwissenschaft an den Universitäten Tübingen und Leipzig. 1880 wurde er Mitglied des Corps Rhenania Tübingen. Noch als Student organisierte er die alten Herren seines Corps und ermöglichte und plante so den Bau des Corpshauses, des ersten geplanten Korporationshauses. Es steht heute unter Denkmalschutz. Siegenegers Asche wurde in der Westwand des Corpshauses bestattet. 

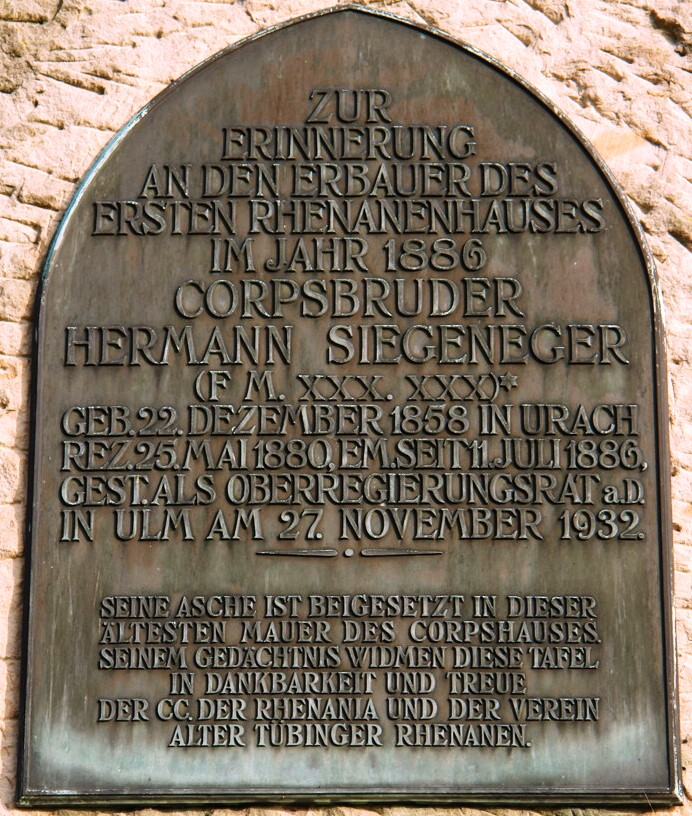
Gedenktafel an der Westwand des Corpshauses (1932)

1884 legte Siegeneger die 1. und 1885 die 2. höhere Dienstprüfung ab. Zunächst provisorisch bei der Stadtdirektion Stuttgart und dem Oberamt Ludwigsburg verwendet, wurde er 1887 Amtmann beim Oberamt Balingen, 1888 beim Oberamt Reutlingen und 1890 beim Oberamt Neresheim, wobei er dort 1890 auch als Amtsanwalt beim Amtsgericht Neresheim. Von 1893 bis 1896 war er Kollegialhilfsarbeiter und anschließend bis 1897 Regierungsassessor bei der Regierung des Donaukreises mit Sitz in Ulm. Von 1897 bis 1902 war er Oberamtmann des Oberamts Geislingen. 1902 wechselte er als Regierungsrat wieder zur Regierung des Donaukreises, wo er 1910 als Oberregierungsrat pensioniert wurde.

## Auszeichnungen
- Ritterkreuz 1. Klasse des Friedrichs-Ordens, 1906
- Ehrenmitglied des Corps Rhenania Tübingen[5]